# Игало, Одион
Одион Джуд Игало (англ. Odion Jude Ighalo; 16 июня 1989, Лагос) — нигерийский футболист, нападающий клуба «Аль-Вахда» и национальной сборной Нигерии.

## Клубная карьера
Одион Игало — воспитанник клуба «Прайм». Оттуда в 2006 году он перешёл в «Юлиус Бергер», в котором провёл 10 игр и забил 5 голов. На следующий год футболист перешёл в норвежскую команду «Люн». 16 сентября 2007 года он дебютировал в составе «Люна» в матче чемпионата Норвегии с «Викингом»; игра завершилась поражением команды Игало со счётом 2:3, при этом футболист забил один из мячей своей команды. Нигериец провёл в «Люне» 10 месяцев, проведя 20 игр и забив 9 голов.
30 июня 2008 года он был куплен итальянским клубом «Удинезе», заплатившим за трансфер форварда 1,9 млн евро. Одион впервые вышел в составе «Удинезе» 25 января 2009 года «Палермо»; в том же сезоне, 31 мая, он забил первый мяч за свой клуб, поразив ворота «Кальяри». 24 августа 2009 года Игало был арендован «Гранадой». В составе этой команды футболист сыграл в 25 матчах и забил 16 голов, став лучшим бомбардиром клуба и третьим бомбардиром Сегунды В.
Летом 2010 года Одион на правах аренды перешёл в «Чезену». 17 октября он дебютировал в составе команды в матче серии А с клубом «Парма», завершившимся вничью 1:1.
В декабре 2015 года Игало был признан игроком месяца английской Премьер-лиги.
12 августа 2016 года Игало подписал новый пятилетний контракт с клубом, но в следующем сезоне он забил только один гол в 18 матчах чемпионата, из-за чего 31 января 2017 года нигериец был продан в клуб китайской Суперлиги «Чанчунь Ятай» за 20 млн фунтов стерлингов.
В феврале 2019 года перешёл в «Шанхай Шеньхуа». До этого он отверг предложение испанской «Барселоны» об аренде.
31 января 2020 года Игало перешёл в английский «Манчестер Юнайтед» на правах аренды до конца сезона 2019/20. 27 февраля 2020 года забил свой первый гол за «Манчестер Юнайтед» в матче 1/16 «Лиги Европы» против «Брюгге», матч закончился со счётом 5:0. 5 марта 2020 года оформил первый «дубль» за «Юнайтед» в матче Кубка Англии против «Дерби Каунти». 1 июня «Манчестер Юнайтед» продлил контракт с нигерийцем до января 2021 года. После завершения срока арендного соглашения покинул команду.
В феврале 2021 года стал игроком саудовского клуба «Аль-Шабаб»

## Карьера в сборной
В 2009 году привлекался в состав молодёжной сборной Нигерии, вместе с которой был участником молодёжного чемпионата мира в Египте, где нигерийцы дошли до 1/8 финала. Всего на молодёжном уровне сыграл в 3 официальных матчах.
25 марта 2015 года дебютировал в официальных матчах в составе национальной сборной Нигерии в товарищеской игре против сборной Уганды. Сейчас провел в форме главной команды страны 19 матчей, забив 4 гола.
Летом 2019 года Одион был вызван в состав своей национальной сборной на Кубок африканских наций в Египте. В первом матче против Бурунди он забил гол, а его команда победила 1:0. В матче 1/8 финала против Камеруна забил два мяча на 19-й и 63-й минутах, а его сборная победила 3:2 и вышла в четвертьфинал. в полуфинальном матче против Алжира на 72-й минуте отличился голом с пенальти, однако его команда уступила 1:2 и лишилась права выступать в финале.